# Janet MacLachlan
Pour les articles homonymes, voir McLachlan.

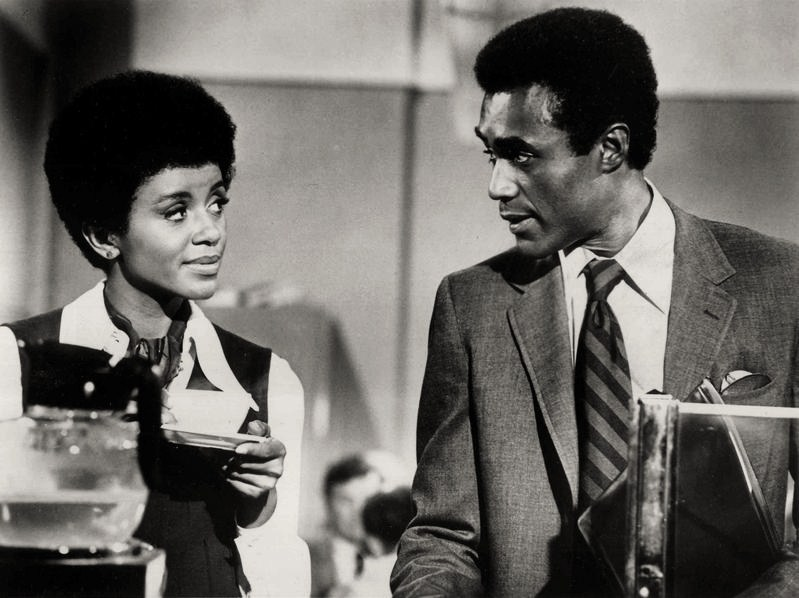
Avec Calvin Lockhart, dans Colère noire
(1970, photo promotionnelle)

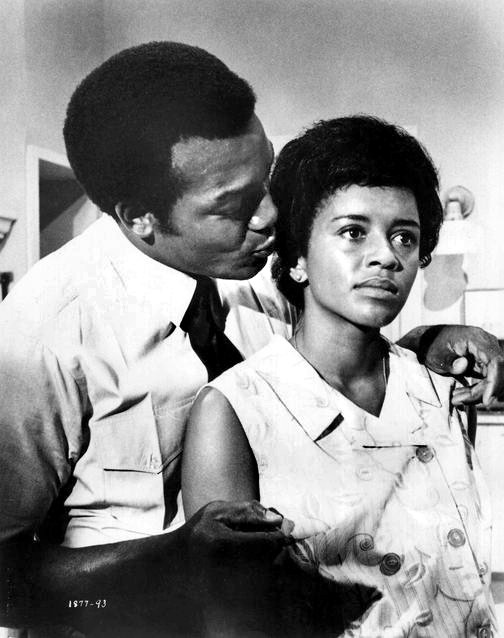
Avec Jim Brown, dans Tick... Tick... Tick et la violence explosa (1970, photo promotionnelle)

Janet MacLachlan est une actrice américaine, née le 27 août 1933 à New York (État de New York), morte le 11 octobre 2010 à Los Angeles (Californie).

## Biographie
Janet MacLachlan entame sa carrière d'actrice au théâtre et joue notamment Off-Broadway en juillet 1962, puis à Broadway en décembre 1962 et janvier 1963, dans la pièce Tiger, Tiger, Burning Bright de Peter Feibleman (en), mise en scène par Joshua Logan, aux côtés (entre autres) de Claudia McNeil et Roscoe Lee Browne.
Au cinéma, elle contribue à seulement vingt-et-un films américains, le premier étant Point noir de Jules Dassin (avec Raymond St. Jacques et Ruby Dee), sorti en 1968. Le dernier est Passé virtuel de Josef Rusnak (coproduction germano-américaine, avec Craig Bierko et Armin Mueller-Stahl), sorti en 1999. Mentionnons également Colère noire de Paul Bogart (1970, avec Calvin Lockhart et Jeff Bridges) et La Corde raide de Richard Tuggle (1984, avec Clint Eastwood et Geneviève Bujold).
Janet MacLachlan est surtout active à la télévision, où elle apparaît dans soixante-quatorze séries, depuis Suspicion en 1965 (deux épisodes) jusqu'à Alias en 2002 (un épisode). Entretemps, citons Daktari (un épisode, 1967), Les Envahisseurs (un épisode, 1968), L'Homme de fer  (un épisode, 1969), Wonder Woman (deux épisodes, 1977, avec Lynda Carter), ou encore Arabesque (deux épisodes, 1985-1994, avec Angela Lansbury).
S'y ajoutent dix-neuf téléfilms diffusés entre 1972 et 2000, dont Roll of Thunder, Hear My Cry de Jack Smight (1978, où elle retrouve Claudia McNeil) et Au fil de la vie de Michael Schultz (1999, avec Scott Bairstow).

## Théâtre (sélection)
- 1962 : Raisin' Hell in the Son d'Hal DeWindt et Reni Santoni (Off-Broadway) : Blanche Le Pass
- 1962-1963 : Tiger, Tiger, Burning Bright de Peter Feibleman (d'après son roman A Place Without Twilight), mise en scène de Joshua Logan, décors d'Oliver Smith, costumes de Lucinda Ballard (Broadway) : La première voisine

## Filmographie

### Cinéma (intégrale)
(films américains, sauf mention complémentaire)
- 1968 : Point noir (Uptight) de Jules Dassin : Jeannie
- 1969 : La Peau de l'autre (Change of Mind) de Robert Stevens : Elizabeth Dickson
- 1970 : Colère noire (Halls of Anger) de Paul Bogart : Lorraine Nash
- 1970 : La Loi du talion (Darker Than Amber) de Robert Clouse : Noreen
- 1970 : Tick... Tick... Tick et la violence explosa (...tick...tick...tick...) de Ralph Nelson : Mary Price
- 1972 : The Man de Joseph Sargent : Wanda
- 1972 : Sounder de Martin Ritt : Camille
- 1973 : Maurie de Daniel Mann : Dorothy
- 1983 : Sound of Sunshine – Sound of Rain de Caroline Heyward (court métrage d'animation) : La mère / L'indienne de l'ouest (voix)
- 1984 : La Corde raide (Tightrope) de Richard Tuggle : Dr Yarlofsky
- 1986 : La Tête dans les nuages (The Boy Who Could Fly) de Nick Castle : Mme D'Gregario
- 1986 : La Loi de Murphy (Murphy's Law) de J. Lee Thompson : Dr Lovell
- 1987 : Big Shots de Robert Mandel : L'assistante sociale
- 1988 : Et si on le gardait ? (For Keeps) de John G. Avildsen : Mlle Giles
- 1993 : Drôles de fantômes (Heart and Souls) de Ron Underwood : Agnes Miller
- 1994 : There Goes My Baby de Floyd Mutrux : Lottie
- 1994 : L'Ange du désir (Criminal Passion) de Donna Deitch : L'avocate de Tracy
- 1995 : Covenant de Jason Wulfsohn (court métrage) : Ruth Washington
- 1996 : Le Corps du délit (The Big Squeeze) de Marcus DeLeon : La directrice de la banque
- 1996 : La Revanche de Pinocchio (Pinocchio's Revenge) de Kevin Tenney : Juge Allen
- 1999 : Passé virtuel (The Thirteenth Floor) de Josef Rusnak (film germano-américain) : Ellen

### Télévision (sélection)
Séries
- 1965 : Suspicion (The Alfred Hitchcock Hour)
  - Saison 3, épisode 23 Completely Foolproof (la secrétaire) d'Alf Kjellin et épisode 26 The Monkey's Paw – A Retelling (Gayle) de Robert Stevens
- 1966 : Le Fugitif (The Fugitive)
  - Saison 4, épisode 7 Seconde vue (Second Sight) de Robert Douglas : La première infirmière
- 1966 : Match contre la vie (Run for Your Life)
  - Saison 2, épisode 11 A Game of Violence de Leo Penn : Barbara Smith
- 1966-1968 : Sur la piste du crime (The F.B.I.)
  - Saison 1, épisode 27 The Defector, Part II (1966) de Christian Nyby : La servante
  - Saison 2, épisode 12 The Camel's Nose (1966) de Joseph Sargent : Nancy
  - Saison 4, épisode 10 The Intermediary (1968) de Don Medford : Roberta Kern
- 1967 : Daktari
  - Saison 2, épisode 24 Au revoir Mike Makula (Goodbye Mike Makula) de Marshall Thompson : Lee Baker
- 1967 : Annie, agent très spécial (The Girl from U.N.C.L.E.)
  - Saison unique, épisode 16 L'Affaire des O.V.N.I. (The U.F.O. Affair) de Barry Shear : L'infirmière
- 1967 : Star Trek
  - Saison 1, épisode 20 Les Jumeaux de l'Apocalypse (The Alternative Factor) de Gerd Oswald : Charlene Masters
- 1967 : Les Espions (I Spy)
  - Saison 3, épisode 3 Laya d'Earl Bellamy : rôle-titre
- 1968 : Les Envahisseurs (The Invaders)
  - Saison 2, épisode 22 L'Étau (The Vise) de William Hale : Celia Baxter
- 1969 : L'Homme de fer (Ironside)
  - Saison 2, épisode 17 Un champion craintif (Rundown on a Bum Rap) : Maria
- 1969 : La Nouvelle Équipe (The Most Squad)
  - Saison 2, épisode 5 To Linc – With Love de George McCowan : Ann Gibbons / Ann Laten
- 1969-1970 : Les Règles du jeu (The Name of the Game)
  - Saison 1, épisode 24 The Third Choice (1969) de Seymour Robbie : Nicole
  - Saison 3, épisodes 10 et 11 I Love You, Billy Baker, Parts I & II (1970) de Barry Shear : Roma
- 1974 : Police Story
  - Saison 1, épisode 11 Chain of Command de Leo Penn : Frankie
- 1974 : Les Rues de San Francisco (The Streets of San Francisco)
  - Saison 2, épisode 22 Expédition punitive (Rampage) : Corby Joplin
- 1975 : Section 4 (S.W.A.T.)
  - Saison 1, épisode 6 Jungle War de George McCowan : Cleo
- 1975 : L'Homme qui valait trois milliards (The Six Million Dollar Man)
  - Saison 3, épisode 10 Trafic radioactif (The Blue Flash) de Cliff Bole : Mme Cook
- 1976 : Baretta
  - Saison 3, épisode 10 Nothin’ for Nothin’ de Paul Stanley : La mère de C. C.
- 1977 : Wonder Woman
  - Saison 1, épisodes 9 et 10 Le Jugement de l'espace, 1re et 2e parties (Judgment from Outer Space, Parts I & II) d'Alan Crosland : Sakri
- 1982-1987 : Cagney et Lacey (Cagney & Lacey)
  - Saison 2, épisode 7 Mr. Lonelyhearts (1982) et épisode 18 Chop Shop (1983) de Bill Duke : Lynne Sutter
  - Saison 4, épisode 21 Violation (1985) d'Allen Baron : Lynne Sutter
  - Saison 5, épisode 3 The Psychic (1985) de Ray Danton et épisode 22 A Safe Place (1985) d'Alexander Singer : Lynne Sutter
  - Saison 6, épisode 12 Waste Deep : Lynne Sutter
- 1983 : Quincy (Quincy, M.E.)
  - Saison 8, épisode 14 A Loss for Words : Jill Geary
- 1983 : L'Île fantastique (Fantasy Island)
  - Saison 6, épisode 19 Edward / The Extraordinary Miss Jones : rôle non-spécifié
- 1984 : Capitaine Furillo (Hill Street Blues)
  - Saison 5, épisode 6 La Fuite (Ewe and Me, Babe) de Jeff Bleckner : Mme Simons
- 1985 : Santa Barbara
  - Saison 1, épisodes 139, 141, 142 et 144 : Dr Montclair
- 1985-1994 : Arabesque (Murder, She Wrote)
  - Saison 2, épisode 9 Jessica derrière les barreaux (Jessica Behind Bars, 1985) de John Llewellyn Moxey : Dr Irene Matthews
  - Saison 10, épisode 16 La Plume rouge (Time to Die, 1994) d'Anthony Pullen Shaw : Barbara Fisher
- 1986 : La Loi de Los Angeles (L.A. Law)
  - Saison 1, épisode 7 Histoire de chien (Raiders of the Lost Bark) de Jan Eliasberg : Erica Tuckman
- 1987 : Madame est servie (Who's the Boss?)
  - Saison 3, épisode 17 Un coup nouveau venu d'ailleurs (Raging Housekeeper) : Melva Allen
- 1987 : Les Craquantes (The Golden Girls)
  - Saison 3, épisode 1 Les Vieux Amis (Old Friends) : Sandra
- 1988 : Clair de lune (Moonlighting)
  - Saison 4, épisode 9 David, père de famille (Fetal Attraction) d'Allan Arkush : Angela Bridges
- 1988 : La Belle et la Bête (Beauty and the Beast)
  - Saison 2, épisode 1 Sonate en sous-sol (Chamber Music) de Victor Lobl : Mlle Kendrick
- 1989 : Côte Ouest (Knots Landing)
  - Saison 11, épisode 10 Ne pas se fier aux apparences (Never Judge a Book by Its Cover) et épisode 11 Deux fois c'est trop (Twice Victim) : Susan Barbiza
- 1990 : Jack Killian, l'homme au micro (Midnight Caller)
  - Saison 2, épisode 17 Le Pasteur (The Reverend Soundbite) : Cella Turner
- 1990 : Le Père Dowling (Father Dowling Mysteries)
  - Saison 3, épisode 8 The Reasonable Doubt Mystery de Robert Scheerer : Ruth Wolinga
- 1990 : Gabriel Bird (Gabriel's Fire)
  - Saison 1, épisode 12 Tis the Season de Robert Lieberman : Ellie Graves
- 1992 : La Voix du silence (Reasonable Doubts)
  - Saison 1, épisode 13 Les Ombres de la mort (The Shadow of Death) : Diane Baxter
- 1995 : Urgences (ER)
  - Saison 1, épisode 23 L'amour reprend le dessus (Love Among the Ruins) : La mère
- 1995 : New York Police Blues (NYPL Blue)
  - Saison 2, épisode 21 Une affaire de viol (The Bank Dick) de Michael M. Robin : Louise
- 1995 : Papa bricole (Home Improvement)
  - Saison 5, épisode 10 Doctor in the House d'Andy Cadiff : Dean Cummings
- 1996-1997 : Murder One
  - Saison 2, épisode 8 Chapter Eight, Year Two (1996), épisode 11 Chapter Eleven, Year Two (1997) et épisode 12 Chapter Twelve, Year Two (1997) : Mme Latrell
- 2000-2001 : Associées pour la loi (Family Law)
  - Saison 2, épisode 3 Sans scrupule (Affairs of the State, 2000) et épisode 19 Mes deux papas (The Gay Divorcee, 2001) : Juge Anne Taft
- 2002 : Alias
  - Saison 2, épisode 3 Code secret (Cipher) de Daniel Attias : Jane Banks

Téléfilms
- 1973 : Trouble Comes to Town de Daniel Petrie : Naomi Speare
- 1976 : Louis Armstrong – Chicago Style de Lee Philips : Lil Hardin Armstrong
- 1976 : Victoire sur la nuit (Dark Victory) de Robert Butler : Eileen
- 1978 : Roll of Thunder, Hear My Cry de Jack Smight : Mary Logan
- 1981 : Des filles canon (She's in the Army Now) d'Hy Averback : Sergent Reed
- 1981 : La Vallée des poupées (Jacqueline Susann's Valleys of the Dolls) de Walter Grauman : Alva Solazarno
- 1981 : The Other Victim de Noel Black : Sergent Debbins
- 1982 : The Kid from Nowhere de Beau Bridges : Linda Killian
- 1985 : Toughlove de Glenn Jordan : Bess Dawson
- 1987 : Baby Girl Scott de John Korty : Cathy
- 1988 : Killer Instinct de Waris Hussein : L'infirmière Stoddard
- 1999 : Au fil de la vie (My Last Love) de Michael Schultz : Dr Francis
- 2000 : A Private Affair de Michael Toshiyuki Uno : Cynthia